# Disco Mix Club
Disco Mix Club (DMC), in Italia DMC Italy, è la più importante organizzazione per Dj della storia. Nata in Inghilterra nel 1983 per mano di Tony Prince, ne derivò una competizione omonima per disc jockey di fama mondiale. Dal 1986, con frequenza annuale, la vittoria al DMC rappresenta il massimo traguardo per ogni Dj con esperienza nel campo delle scratch battles.

## Vincitori
- 1985 - DJ Roger Johnson (UK)
- 1986 - DJ Cheese (USA) - Porta lo scratch nella gara
- 1987 - Chad Jackson (UK)
- 1988 - DJ Cash Money (USA) - Diffonde ed inventa il transformer scratch
- 1989 - DJ Cutmaster Swift (UK)
- 1990 - DJ David (Germany)
- 1991 - DJ David (Germany)
- 1992 - Rocksteady DJs (Mix Master Mike, DJ Qbert e DJ Apollo)
- 1993 - Dreamteam (Mix Master Mike e DJ QBert)
- 1994 - Dreamteam (Mix Master Mike e DJ QBert)
- 1995 - DJ Roc Raida (USA) - X-Men (a.k.a. The X-Ecutioners)
- 1996 - DJ Noize (Denmark)
- 1997 - DJ A-Trak (Canada)
- 1998 - DJ Craze (USA)
- 1999 - DJ Craze (USA)
- 2000 - DJ Craze (USA)
- 2001 - DJ Plus One (UK) - Scratch Perverts
- 2002 - DJ Kentaro (Japan)
- 2003 - Dopey (Canada)
- 2004 - Ie.Merge (USA)
- 2005 - Ie.Merge (USA)
- 2006 - DJ Netik (France)
- 2007 - DJ Rafik (Germany)
- 2008 - DJ Fly (France)
- 2009 - DJ Shiftee (USA)
- 2010 - DJ LigOne (France)
- 2011 - DJ Vajra (USA)
- 2012 - DJ Izoh (Japan)
- 2013 - DJ Fly (France)
- 2016 - DJ YUTO (Japan)
- 2017 - DJ Rena (Japan) - Batte il record di A-Trak (15 anni), vincendo il titolo a soli 12 anni.

### Campioni DMC Italia
- 1987 - Silver
- 1988 - Lorenzo Bossina
- 1989 - Cutmaster G
- 1990 - Francesco Zappala (2nd)
- 1991 - DJ Trip
- 1992 - KK (3rd; Team)
- 1993-94 - Daniele Mondello
- 1994-95 - Daniele Mondello
- 1996 - Black Sun (Team)
- 1997 - DJ Nike
- 1998 - DJ Kollasso
- 1999 - DJ Inesha
- 2000 - DJ Inesha
- 2001 - DJ Myke
- 2002 - DJ Myke
- 2003 - N/A
- 2004 - DJ Gengis
- 2005 - N/A
- 2006 - N/A
- 2007 - DJ Craim
- 2008 - DJ Craim
- 2009 - Mandrayq
- 2010 - Mandrayq
- 2011 - Mandrayq
- 2012 - Mandrayq
- 2013 - DJ Bicchio
- 2014 - DJ Bicchio
- 2015 - DJ P-Kut
- 2016 - DJ Kün-Kut
- 2017 - DJ Ghost
- 2018 - Antares Color
- 2019 - Dj Ghost
- 2019 - Dj Bront (Battle For Supremacy)
- 2020 - Dj Bront
- 2021 - N/A
- 2022 - N/A